# Antonio Piccinni
Antonio Piccinni, né le 14 mai 1846 à Trani, et mort le 26 janvier 1920 à Rome, est un artiste peintre et graveur italien.

## Biographie
Antonio Piccinni naît le 14 mai 1846 à Trani.
Alors qu'il n'a que 14 ans, en 1860, il s'installe à Naples, chez son oncle Ettore, afin de s'initier à l'art.
Il est l'élève de Domenic Morelli, Tommaso Aloisio Juvara et de Francesco Pisante. Il peint les portraits des rois italiens Umberto et Victor Emmanuel III. 